# Вишневский, Михаил Владимирович
Михаи́л Влади́мирович Вишне́вский (род. 28 октября 1973) — российский миколог, этномиколог, миколог-токсиколог, кандидат биологических наук, член экспертного совета международной ассоциации специалистов по химико-токсикологическому и судебно-химическому анализу ACTFCAS. Автор научно-популярных книг о грибах.

## Биография
Родился 28 октября 1973 года. В возрасте 8 лет начал зарабатывать сбором и продажей грибов. Окончил Школу-лицей № 23 в городе Мытищи.
В 1990 году поступил в Тимирязевскую сельхозакадемию на кафедру генетики и селекции сельскохозяйственных растений агрономического факультета. В 1992 перевёлся в МГУ на кафедру микологии и альгологии. Окончил университет в 1996 году. Продолжал работать на кафедре, в 1999 году защитил кандидатскую диссертацию по теме «Трихоломовые грибы Москвы и Московской области».
Стал специалистом по грибной фауне России и автором ряда популярных книг о грибах общей, кулинарной и медицинской направленности, среди которых «Настольная книга начинающего грибника», «За грибами с ноября по май», «Лекарственные грибы: большая энциклопедия», «Ядовитые грибы России», «Трюфели и другие деликатесные грибы», «Его Величество Мухомор», «Готовим из дикоросов», «Всё о грибах», «Галлюциногенные грибы России».
Участвует в «грибном» просвещении: проводит тематические лекции и экскурсии по сбору и идентификации грибов, принимает участие в радио- и телепрограммах и в тематических группах в социальных сетях, ведёт персональный сайт.
Автор и устроитель ежегодного Грибного фестиваля в Аптекарском огороде. Занимается предпринимательской деятельностью в области альтернативной медицины.

## Личная жизнь
Дважды женат. Вторая жена — биолог, участница телевизионного клуба «Что? Где? Когда?» Елена Александрова.

## Критика
Высоко отмечается вклад Михаила Вишневского в популяризацию микологии и грибной кулинарии. Однако несмотря на это, неоднократно подвергался критике, как со стороны научного сообщества, так и со стороны журналистов. Предмет критики — популяризация утверждений о пользе препаратов таких грибов, как чага, ежовик гребенчатый и кордицепс, в качестве панацеи, в частности, при лечении онкологических заболеваний. В биологическом и биотехнологическом сообществе подобные утверждения либо вызывают аккуратную критику исследований эффективности, которые не соответствуют строгим протоколам, либо откровенно называются мифами. Также подвергается критике авторская разработка Вишневского «Мухоморный микродозинг». Критике подвергается и то, что Вишневский, популяризируя ненаучные утверждения, является предпринимателем, который зарабатывает на них.
Вишневский занимается торговлей грибами, изданием популярных книг, проведением экскурсий. [...] Вся его деятельность направлена на раскручивание таких вещей [микродозинга]. К тому же тут уже грань с уголовным кодексом.Ведущий инженер кафедры микологии и альгологии МГУ Максим Дьяков, 

## Избранная библиография

### Популярная и научно-популярная литература
- Вишневский М. В. Несъедобные, ядовитые и галлюциногенные грибы. Справочник-атлас. — М.: Формика-С, 2001. — 192 с. — (Грибы Московской области). — ISBN 5-8463-0117-7.
- Вишневский М. В. Лекарственные грибы. Большая энциклопедия. — М.: Эксмо, 2014. — 400 с. — ISBN 978-5-699-71475-9.
- Вишневский М. В. Трюфели и другие деликатесные грибы России. — М.: Издательство ВКН, 2015. — 352 с. — ISBN 978-5-7873-0090-4-1.
- Вишневский М. В. Его Величество Мухомор. — М.: Оригинал-Макет, 2017. — 192 с. — ISBN 978-5-9908968-7-1.
- Вишневский М. В. Грибы и секс. — М.: Био-Пресс, 2020. — 352 с. — ISBN 978-5-6044660-1-8.
- Вишневский М. В., Александрова Е. А. Постная грибная кухня. Традиции и рецепты. Более 200 повседневных и праздничных блюд. — М.: Проспект, 2020. — 256 с. — ISBN 978-5-392-24137-8.
- Вишневский М. В. Галлюциногенные грибы России. Атлас-справочник. — Изд. 3-е. — Вильнюс: FungiLine, 2021. — 240 с.
- Вишневский М. В. Правила безопасного сбора, приготовления и заготовки грибов в XXI веке. — М.: БИО-Пресс, 2022. — 128 с. + 32 с. вкл. — ISBN 978-5-6044660-7-0.
- Вишневский М. В. Самые распространённые съедобные грибы. Справочник-определитель начинающего грибника. — Изд. 3-е. — М.: Проспект, 2023. — 64 с. — ISBN 978-5-392-39021-2.
- Вишневский М. В. Грибы. Атлас-определитель. — М.: Манн, Иванов и Фербер, 2023. — 96 с. — ISBN 978-5-00146-252-1.
- Вишневский М. В. Грибные заготовки. — М.: Проспект, 2023. — 272 с. — ISBN 978-5-392-40463-6.
- Вишневский М. В. Ядовитые грибы России. — М.: Проспект, 2024. — 448 с. — ISBN 978-5-392-40053-9.
- Вишневский М. В. Чага. Звёздный час. Современные сведения об уникальном российском грибе. — М.: Проспект, 2024. — 128 с. — ISBN 978-5-392-40252-6.
- Вишневский М. В. Настольная книга начинающего грибника. — Изд. 15-е. — М.: Проспект, 2024. — 320 с. — ISBN 978-5-392-37893-7.
- Вишневский М. В. Всё о грибах. Популярная энциклопедия. — М.: Проспект, 2024. — 624 с. — ISBN 978-5-392-27807-7.
- Вишневский М. В. Лекарственные грибы России. — М.: Проспект, 2025. — 704 с. — ISBN 978-5-392-41803-9.
- Mikhail Vishnevsky. The Fly Agaric. Microdosing: Amanita Muscaria for Mental and Physical Health. — Tbilisi, 2025. — 558 pp. — ISBN 5907522127, 978-5907522121.
- Fly Agaric Tales. Mythological and fantastic stories, based on the properties of the Red Fly Agaric and told from ancient times to the present day. Compiled by Mikhail Vishnevsky. — Tbilisi, 2025. — 126 pp. — ISBN 978-5-907522-20-6.

### Красные книги
- Вишневский М. В., Насимович Ю. А. Грибы // Красная книга города Москвы. — М.: АБФ, 2001. — С. 597—608.
- Вишневский М. В., Насимович Ю. А., Соколков Ю. П. Грибы // Красная книга города Москвы. — Изд. 2-е. — М.: Департамент природопользования и охраны окружающей среды города Москвы; Экологический фонд развития городской среды «Экогород», 2011. — С. 863—884.
- Скрипченко Л. С., Вишневский М. В., Мишулин А. А. и др. Грибы // Красная книга Владимирской области. — Тамбов: ООО «ТПС», 2018. — С. 219—236. — ISBN 978-5-907132-28-3.

### Методические руководства, определители, монографии
- Вишневский М. В. Трихоломовые грибы (Tricholomatales) Москвы и Московской области: систематика, флора, экология. — М.: ИД «Муравей», 1998. — 157 с. — ISBN 5-89737-005-2.
- Вишневский М., Алтиери А. Определитель синдромов отравлений ядовитыми грибами по клинической картине.. — М.: БИО-Пресс, 2021. — 160 с. — ISBN 978-5-6044660-4-9.
- Вишневский М. В. Мухомор: Микродозинг. — Самарканд: БИО-Пресс, 2024. — 544 с. + 12 л. вкл. + постер. — ISBN 978-5-907522-10-7.
- Савчук С. А., Походня Ю. Г., Вишневский М. В. и др. Методы выявления токсинов высших грибов в биологических объектах. Методическое руководство. — СПб.; Ханты-Мансийск: Издательский дом «Новости Югры», 2024. — 129 с. — ISBN 978-5-6048008-3-6.

### Статьи
- Вишневский М. В., Сидорова И. И. К флоре агарикоидных грибов Московской области. I. Порядок Russulales // Микология и фитопатология. — СПб.: Наука, 1997. — Т. 31, вып. 3. — С. 1—9. — ISSN 0026-3648.
- Кофман В. Я., Вишневский М. В. Коронавирус SARS-СоV-2 в сточных водах // Водоснабжение и санитарная техника. — 2021. — Вып. 3. — С. 45—55. — doi:10.35776/VST.2021.03.08.
- Кофман В. Я., Вишневский М. В., Баурина А. В. Биоаэрозоли на очистных сооружениях: источники, состав, санитарно-эпидемиологические риски // Водоснабжение и санитарная техника. — 2022. — 12:48-56. — doi: 10.35776/VST.2022.12.08.
- Айгумов М. Ш., Бучель Д. Л., Вишневский М. В. и др. Выявление веществ группы аманитинов, токсинов бледной поганки, в биологических жидкостях организма человека с использованием метода ВЭЖХ-МС/МС // Դատական փորձաքննության եվ քրեագիտության հայկական հանդես (Армянский журнал судебной экспертизы и криминалистики). — 2024. — 11:17-30. — doi: 10.53587/25792865-2024.11-17.
- Вишневский М. В., Александрова Е. А. Малоизвестные виды дикорастущих психоактивных грибов, подлежащие контролю или рекомендуемые для контроля на территории Российской Федерации // Сборник докладов международной научно-практической конференции «Современные тенденции развития судебно-химической экспертизы: теория и практика» (Узбекистан, Самарканд, 24-25 апреля 2025). — М.: Издательство БИО-Пресс, 2025. — С. 88-113. — ISBN 978-5-907522-22-0.
- Айгумов М. Ш., Вишневский М. В., Новиков А. П. и др. Методы определения токсинов и биологически активных компонентов высших грибов // Журнал аналитической химии. — 2025. — Т. 80. — № 2. — С. 113—124
- Айгумов М. Ш., Новиков А. П., Вишневский М. В. и др. Способы обнаружения мускарина, мусцимола и иботеновой кислоты в грибах и биологических матрицах с использованием метода ВЭЖХ-МС/МС // Журнал аналитической химии. — 2025. — Т. 80. — № 2. — С. 161—173

### Книги под общей редакцией
- Poltavets S., Poltavets E. A. Guide to the Medicinal Mushrooms of the Pacific Northwest.. — Hancock House Publishers LTD., 2020. — 94 с. — ISBN 978-0-88839-351-7.
- Уоссон В. П., Уоссон Р. Г. Грибы, Россия и история = V. P. Wasson & R. G. Wasson. Mushrooms, Russia, and History. — Сгонники: БИО-Пресс, 2020. — 464 с. — ISBN 978-5-6044660-0-1.
- Уоссон Р. Г. Сома: божественный гриб бессмертия. = R. Gordon Wasson. Soma: Divine Mushroom of Immortality. — Сгонники: БИО-Пресс, 2021. — 688 с. — ISBN 978-5-6044660-2-5.
- Браун Дж. Б., Браун Дж. М. В начале был гриб. Психоделические Евангелия. Тайная история галлюциногенов в христианстве. = Brown J. B., Brown J. M. The Psychedelic Gospels. The Secret History of Hallucinogens in Christianity.. — Москва: БИО-Пресс, 2021. — 368 с. — ISBN 978-5-6044660-3-2.
- Маккенна Т. Пища богов. Поиск изначального древа познания. Полная история растений, наркотических средств и эволюции человека. — М.: БИО-Пресс, 2022. — 368 с. — ISBN 978-5-907522-02-2.
- Фадиман Дж. Путеводитель исследователя психоделиков. Безопасные, терапевтические и сакральные путешествия. — М.: БИО-Пресс, 2022. — 400 с. — ISBN 978-5-907522-01-5.
- Хайнрих К. Волшебные грибы в религии и алхимии. — М.: БИО-Пресс, 2022. — 448 стр. + 24 с. вкл. — ISBN 978-5-6044660-5-6.